# تپه نباتی شکرآباد
تپه نباتی حسین‌آباد مربوط به دوران پیش از تاریخ ایران باستان - است و در شهرستان دورود، بخش مرکزی، روستای حسین‌آباد واقع شده و این اثر در تاریخ ۲۴ اسفند ۱۳۸۳ با شمارهٔ ثبت ۱۱۷۰۹ به‌عنوان یکی از آثار ملی ایران به ثبت رسیده است.